# Championnat du Ghana de football 2010-2011
Navigation
Saison précédente Saison suivante
La saison 2010-2011 du Championnat du Ghana de football est la cinquante-et-unième édition de la première division au Ghana, la Glo Premier League. Elle regroupe, sous forme d'une poule unique, les seize meilleures équipes du pays qui se rencontrent deux fois, à domicile et à l'extérieur. En fin de saison, les trois derniers du classement sont relégués et remplacés par les trois meilleures formations de deuxième division.
C'est le club de Berekum Chelsea qui remporte le titre cette saison après avoir terminé en tête du classement final, avec dix points d'avance sur Ashanti Gold SC et onze sur un duo composé d'Asante Kotoko et de Medeama SC. C'est le tout premier titre de champion du Ghana de l'histoire du club.

## Les clubs participants
| - Hearts of Oak SC - Asante Kotoko - Ashanti Gold SC - New Edubiase United - Real Tamale United - King Faisal Babies - Berekum Arsenal - Berekum Chelsea | - All Stars FC - Medeama SC - Hearts of Lions Kpando - Ebusua Dwarfs - Promu de D2 - Brong Ahafo Stars - Promu de D2 - Aduana Stars - Liberty Professionals - Mighty Jets Tudu - Promu de D2 |

## Compétition
Le barème de points servant à établir les classements se décompose ainsi :
- Victoire : 3 points
- Match nul : 1 point
- Défaite : 0 point

### Classement
| Rang | Équipe                | Pts | J  | G  | N  | P  | Bp | Bc | Diff |
| ---- | --------------------- | --- | -- | -- | -- | -- | -- | -- | ---- |
| 1    | Berekum Chelsea       | 57  | 30 | 18 | 3  | 9  | 33 | 26 | +7   |
| 2    | Ashanti Gold SC       | 47  | 30 | 13 | 8  | 9  | 24 | 14 | +10  |
| 3    | Asante Kotoko         | 46  | 30 | 13 | 7  | 10 | 36 | 27 | +9   |
| 4    | Medeama SC            | 46  | 30 | 12 | 10 | 8  | 35 | 31 | +4   |
| 5    | Aduana StarsT         | 45  | 30 | 12 | 9  | 9  | 20 | 18 | +2   |
| 6    | Liberty Professionals | 43  | 30 | 12 | 7  | 11 | 31 | 29 | +2   |
| 7    | Hearts of Oak SC      | 43  | 30 | 13 | 4  | 13 | 26 | 22 | +4   |
| 8    | New Edubiase United   | 43  | 30 | 11 | 10 | 9  | 33 | 32 | +1   |
| 9    | Heart of Lions Kpando | 41  | 30 | 10 | 11 | 9  | 22 | 21 | +1   |
| 10   | Berekum Arsenal       | 41  | 30 | 11 | 8  | 11 | 30 | 34 | -4   |
| 11   | Ebusua DwarfsP        | 41  | 30 | 11 | 8  | 11 | 30 | 24 | +6   |
| 12   | All Stars FC          | 39  | 30 | 10 | 9  | 11 | 29 | 29 | 0    |
| 13   | Mighty Jets TuduP     | 37  | 30 | 11 | 4  | 15 | 24 | 30 | -6   |
| 14   | King Faisal Babies    | 36  | 30 | 10 | 6  | 14 | 26 | 32 | -6   |
| 15   | Real Tamale United    | 33  | 30 | 9  | 6  | 15 | 24 | 26 | -2   |
| 16   | Brong Ahafo StarsP -3 | 22  | 30 | 7  | 4  | 19 | 16 | 44 | -28  |

|  | Qualification pour la Ligue des champions de la CAF 2012 |
|  | Qualification pour la Coupe de la confédération 2012     |
|  | Relégation directe en deuxième division                  |
|  | T : Tenant du titre P : Promu de deuxième division       |

## Bilan de la saison
| Championnat du Ghana de football 2010-2011 |                             |
| Champion                                   | Berekum Chelsea (1er titre) |
| Coupes et trophées                         |                             |
| Vainqueur de la Coupe du Ghana 2010-2011   | FC Nania (Second League)    |
| Qualifications continentales               |                             |
| Ligue des champions de la CAF 2012         | Berekum Chelsea             |
| Coupe de la confédération 2012             | FC Nania                    |
| Promotions et relégations                  |                             |
| Promus en Premier League                   | Tema Youth                  |
| Promus en Premier League                   | Bechem United               |
| Promus en Premier League                   | Wassaman United             |
| Relégués en Second League                  | King Faisal Babies          |
| Relégués en Second League                  | Real Tamale United          |
| Relégués en Second League                  | Brong Ahafo Stars           |